# Haplochromis degeni
Haplochromis degeni – gatunek słodkowodnej ryby z rodziny pielęgnicowatych (Cichlidae). Dawniej wydzielany był do monotypowego rodzaju Platytaeniodus Boulenger, 1906. Lokalnie jest poławiany jako ryba konsumpcyjna.

## Występowanie
Gatunek endemiczny Jeziora Wiktorii w Afryce.

## Opis
Osiąga do 15,4 cm długości standardowej.

## Zagrożenia i ochrona
Populacja tej pielęgnicy została gwałtownie uszczuplona po wprowadzeniu do jeziora okonia nilowego. W latach 90. XX wieku gatunek został wpisany do Czerwonej księgi gatunków zagrożonych IUCN w kategorii EW – wymarły na wolności. Późniejsze badania wykazały, że nadal występuje w jeziorze i od 2010 roku gatunek ma status najmniejszej troski.